# 松貂
松貂（學名Martes martes），又名林貂，是分佈在北歐的一種鼬科動物。

## 特征
牠們約有家貓的大小，體長53厘米，尾巴長25厘米。雄貂較雌貂稍大，平均重1.5公斤。毛皮呈淺褐至深褐色，在冬天會逐漸變長及淺色。喉嚨上有奶白色至黃色的圍兜。

## 棲息地
松貂棲息在多草木的地區，會在樹穴或灌木林中築巢。牠們的爪可以半收縮，讓牠們可以生活在樹上。牠們主要在夜間或黃昏活動。牠們的耳朵圓而且靈敏，牙齒峰利可以吃細小的哺乳動物、鳥類、昆蟲、青蛙及屍體。牠們也會吃草莓、鳥蛋、堅果及蜂蜜。牠們是地盤性的，會在邊界留下糞便。
松貂會咬車輛的塑膠部份，目的是要磨利或清潔牙齒。

## 威脅
雖然金雕及赤狐有時會掠食松貂，但人類才是牠們最大的威脅。為毛皮而被獵殺、失去棲息地、人類騷擾及中毒等都令牠們的數量大減。在英國，松貂已受到法例的原全保護。

## 掠食者
松貂令入侵英國的灰松鼠大幅減少。在松貂與灰松鼠共同的分佈地，灰松鼠的數量急速下降。估計灰松鼠較歐亞紅松鼠較多在地面上活動，正好成為松貂的獵物。

## 壽命
飼養的松貂壽命可達18歲，但在野外的只可以活到8-10歲。牠們要2-3歲才達至性成熟。經過7個月的妊娠期，幼貂一般會在3月至4月出生。牠們每次會生1-5隻幼貂。幼貂出生時重約30克，到了6月中旬就會離巢生活，到6個月大就可以完全獨立。

## 外部連結
- 維基物種上的相關：松貂
- Aigas Field Centre
- Wilderness Classroom （页面存档备份，存于）
- ARKive